# Frejón
El frejón (del portugués feijão, «frijol») es una sopa de leche de coco y frijoles que se come especialmente durante la Semana Santa por cristianos, en su mayoría católicos, en todo el mundo. Los países donde el frejón es popular incluyen Brasil y Nigeria (especialmente entre los yorubas que regresaron a Nigeria desde Brasil en la abolición del comercio de esclavos, y se establecieron en lo que se conoce como los «barrios brasileños» en la isla de Lagos), y también Sierra Leona en Viernes Santo, o para funciones como bodas. Debido a que las carnes y lácteos (carne de res, cerdo, cabra) están estrictamente prohibidos el Viernes Santo, este plato es un acompañamiento adecuado para los alimentos no lácteos como el pescado frito y el caracol con pimienta.
Los frejones que se consumen en Nigeria y África occidental son budines hechos de frijoles negros cocinados lentamente durante la noche sobre una leña o carbón de leña, y luego mezclados con leche de coco para formar un budín espeso, dulce y suave. En ciertos países, el plato está aromatizado con cacao. Los frijoles se hierven hasta obtener una pasta espesa y suave y se mezclan con leche de coco. El frejón a menudo se sirve con estofado de pescado, caracol a la pimienta y garri ijebu.

## Otras variaciones
- Se puede agregar pimienta, cangrejo de río, sal y tomates a la mezcla de puré de frijoles y coco.
- El frejón dulce también se puede lograr agregando azúcar. También puede enfriarse hasta que se endurezca o diluirse para hacer una bebida que se sirve con galletas.